# Horst Romeyk
Horst Romeyk (né le 23 août 1940 à Coblence) est un historien et archiviste allemand.

## Biographie
Horst Romeyk est le deuxième enfant d'un employé de commerce à Coblence. Pendant la Seconde Guerre mondiale, la famille Romeyk déménage à Osterspai en 1944, où Horst commence également l'école en 1946. En 1951, il est entre au lycée Neusprachliche d'Oberlahnstein, d'où il sort en 1960 avec son Abitur. Après avoir travaillé six mois comme ouvrier d'usine, il effectue son service militaire d'octobre 1960 à décembre 1961 avant de commencer des études d'histoire et d'anglais à l'Université de Bonn en 1962.
Horst Romeyk obtient son doctorat à Bonn en 1968 sous la direction de Max Braubach et Franz Petri (de) avec sa thèse sur Die politischen Wahlen im Regierungsbezirk Koblenz 1898 bis 1918,. Après avoir terminé ses études à Bonn (1969), Romeyk devient archiviste aux Archives d'État de Rhénanie-du-Nord-Westphalie Département Rhénanie (de) à Düsseldorf, où il travaille pour la dernière fois en tant que directeur des Archives d'État. En avril 1992, il occupe brièvement la direction provisoire des Archives principales de l'État. Même en tant que retraité, il est impliqué dans l'entretien des archives, en tant qu'employé dans les archives de l'Église protestante en Rhénanie.

## Œuvres (sélection)
- Die politischen Wahlen im Regierungsbezirk Koblenz 1896 bis 1918, Dissertation, Bonn 1969
- Verwaltungs- und Behördengeschichte der Rheinprovinz 1914–1945. (= Publikationen der Gesellschaft für Rheinische Geschichte. 63). Droste, Düsseldorf 1985,  (ISBN 3-7700-7552-8).
- Kleine Verwaltungsgeschichte Nordrhein-Westfalens. (= Veröffentlichungen der staatlichen Archive des Landes Nordrhein-Westfalen. Reihe C: Quellen und Forschungen. 25). Respublica-Verlag, Siegburg 1988,  (ISBN 3-87710-137-2).
- Die leitenden staatlichen und kommunalen Verwaltungsbeamten der Rheinprovinz 1816–1945. (= Publikationen der Gesellschaft für Rheinische Geschichte. 69). Droste, Düsseldorf 1994,  (ISBN 3-7700-7585-4).